# Déli macskanyúl
A déli macskanyúl (Lagidium viscacia) az emlősök (Mammalia) osztályának a rágcsálók (Rodentia) rendjébe, ezen belül a csincsillafélék (Chinchillidae) családjába tartozó rágcsálófaj. Dél-Amerikában él, az Andok sziklás lejtőin.

## Előfordulása és életmódja
A déli macskanyúl Argentína nyugati, Bolívia nyugati és középső, valamint Chile északi és középső részen honos. Dél-perui előfordulása vitatott. Hegyvidéki állat, a sziklás, gyér növényzetű területeket kedveli 2500-5100 méterrel a tengerszint fölött.
Többnyire hajnalban és alkonyatkor aktív, ilyenkor bújik elő a sziklaüregekből, hogy megkeresse fűfélékből, mohákból, zuzmókból álló táplálékát. Sokszor napközben is megfigyelhető, ahogyan sütkérezik vagy a bundáját tisztogatja; a biztonságot nyújtó sziklaüregektől azonban soha nem távolodik messzire. Társas állatok, kisebb kolóniákban élnek, egymással hangjelzésekkel tartják a kapcsolatot.
Elsődleges természetes ellenségük az andesi hegyimacska.

## Alfajai
- Lagidium viscacia viscacia Molina, 1782
- Lagidium viscacia boxi Thomas, 1921
- Lagidium viscacia cuscus Thomas, 1907
- Lagidium viscacia cuvieri Bennett, 1833
- Lagidium viscacia famatinae Thomas, 1920
- Lagidium viscacia lockwoodi Thomas, 1919
- Lagidium viscacia moreni Thomas, 1897
- Lagidium viscacia perlutea Thomas, 1907
- Lagidium viscacia sarae Thomas & St. Leger, 1926
- Lagidium viscacia tontalis Thomas, 1921
- Lagidium viscacia tucumana Thomas, 1907
- Lagidium viscacia viatorum Thomas, 1921
- Lagidium viscacia vulcani Thomas, 1919

## Megjelenése

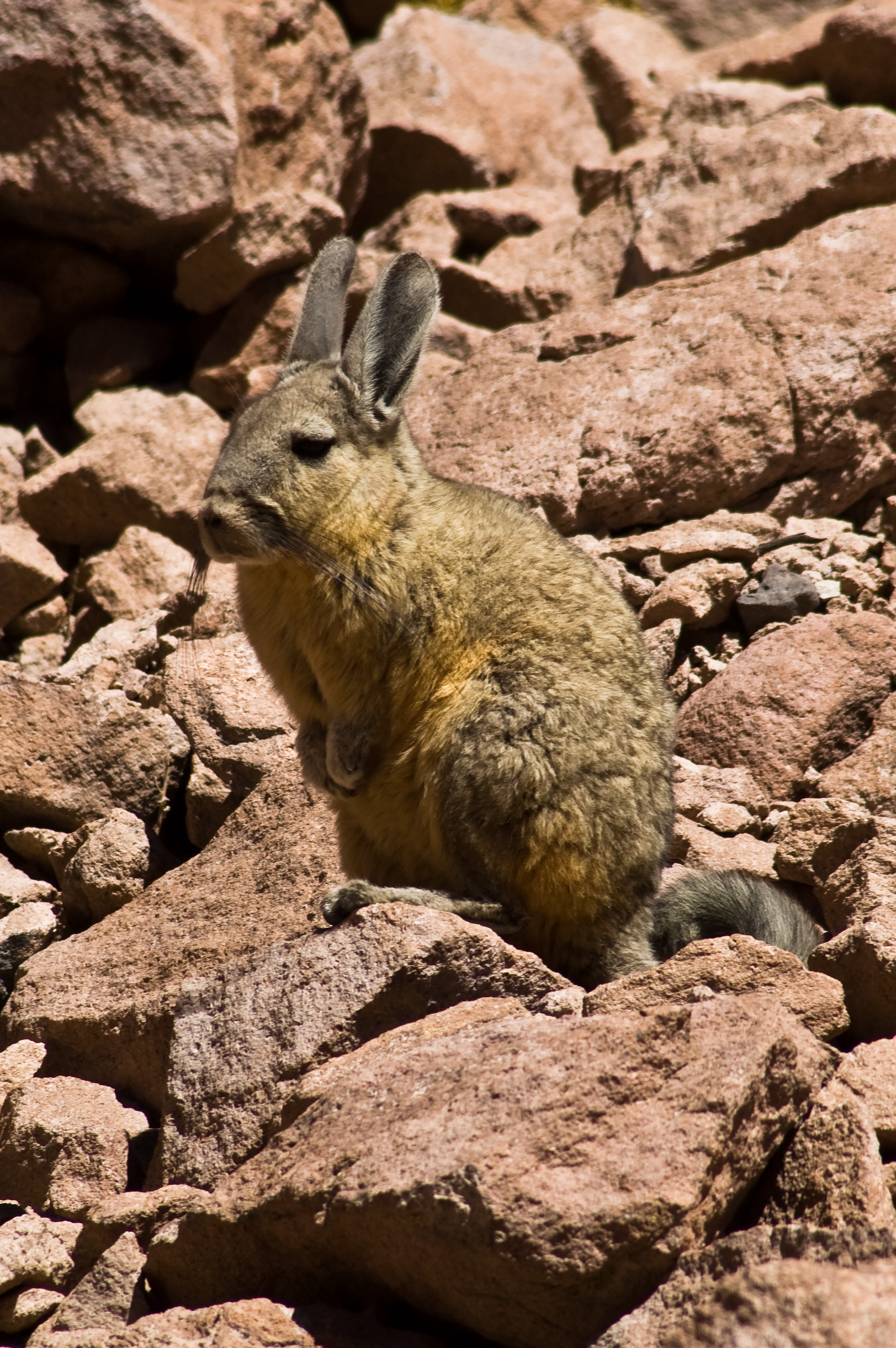
Figyelő déli macskanyúl

A déli macskanyúl nagyságra és külsőre egy üregi nyúlra emlékeztet, de hosszú, bozontos, spirálisan összetekerhető farka egyértelműen megkülönbözteti tőle. A kifejlett macskanyulak körülbelül 3 kilogrammosak. Puha és hosszú szőrű bundája a hátán és oldalán sárgásszürke, hasán és torkán valamivel világosabb színű. Felső oldalán bozontos farkának vége fekete. Fülei rövidebbek mint a nyulaké. Lábain négy ujj található, talpa párnázott, alkalmazkodott a sziklás élőhelyhez.

## Szaporodása
Párzási időszakuk októbertől decemberig tart. A 130 nap tartó vemhesség után a nőstények többnyire egy, ritkán két kölyköt hoznak a világra. A  kinyílt szemmel és teljes bundában születő kis macskanyulak nyolchetes korukig szopnak, utána már teljesen átállnak a növényi táplálékra. Élettartamuk fogságban eléri a 19 évet.

## Természetvédelmi helyzete

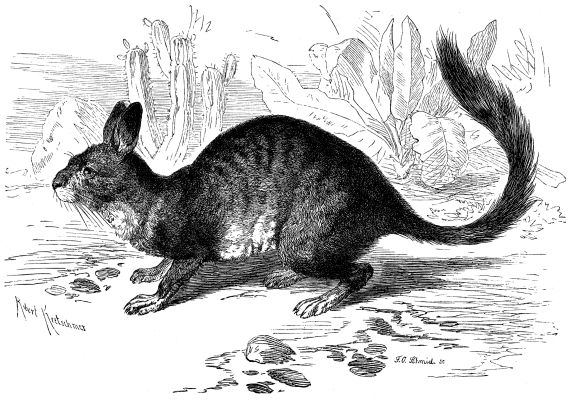
Macskanyúl Brehm: Az állatok világa 1887-es kiadásában

Elterjedési területén belül gyakori állatnak számít. Populációinak létszáma erősen ingadozhat az időjárás függvényében. Bár húsáért és szőrméjéért vadásszák, elterjedését ez nem befolyásolja jelentősen. A Természetvédelmi Világszövetség Vörös listáján "nem fenyegetett" státusszal szerepel.

### Fordítás
Ez a szócikk részben vagy egészben  a   Southern viscacha című angol Wikipédia-szócikk ezen változatának fordításán alapul.  Az eredeti cikk szerkesztőit annak laptörténete sorolja fel. Ez a jelzés csupán a megfogalmazás eredetét és a szerzői jogokat jelzi, nem szolgál a cikkben szereplő információk forrásmegjelöléseként.